# Belphegor (Band)

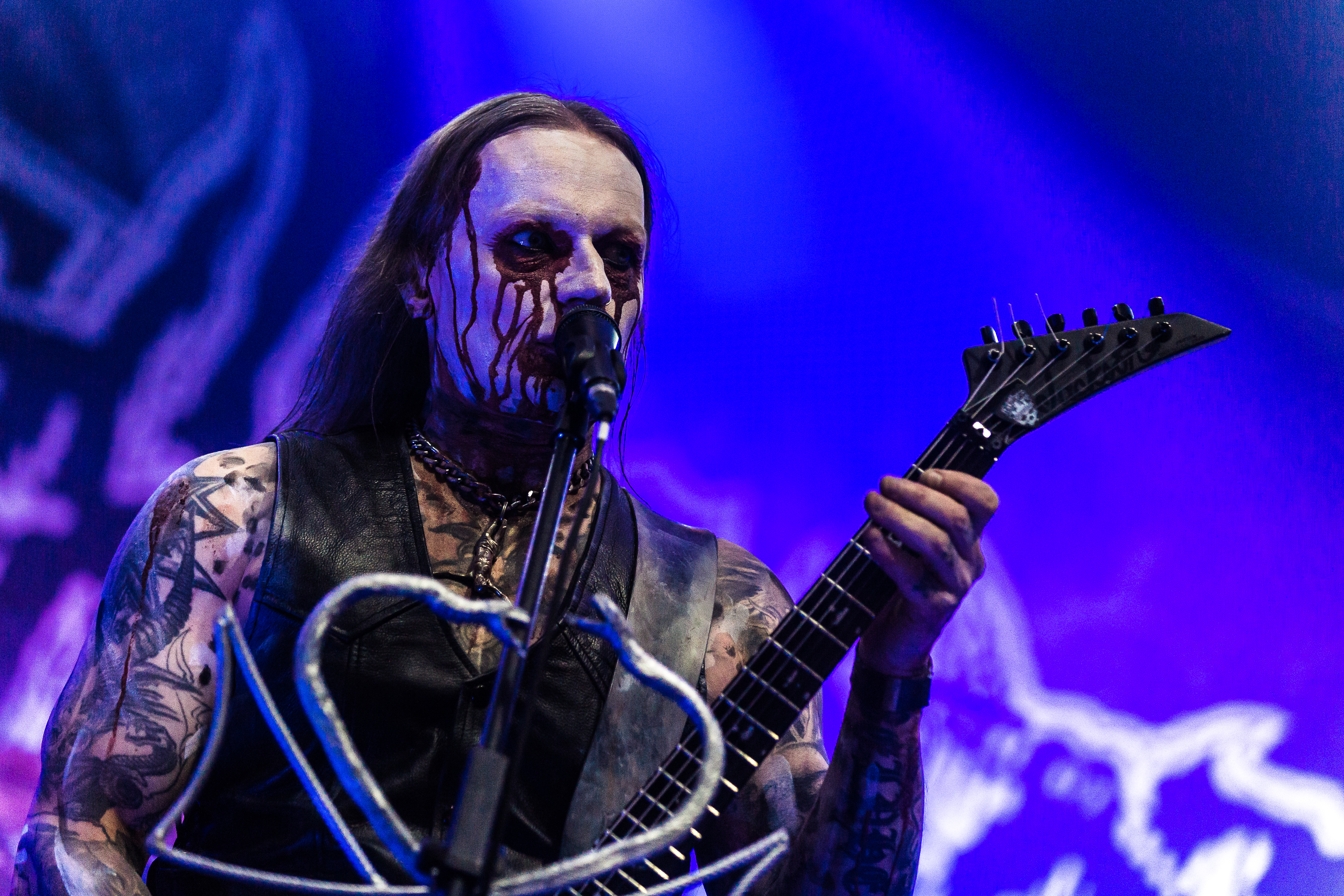
Helmuth Lehner, With Full Force 2018

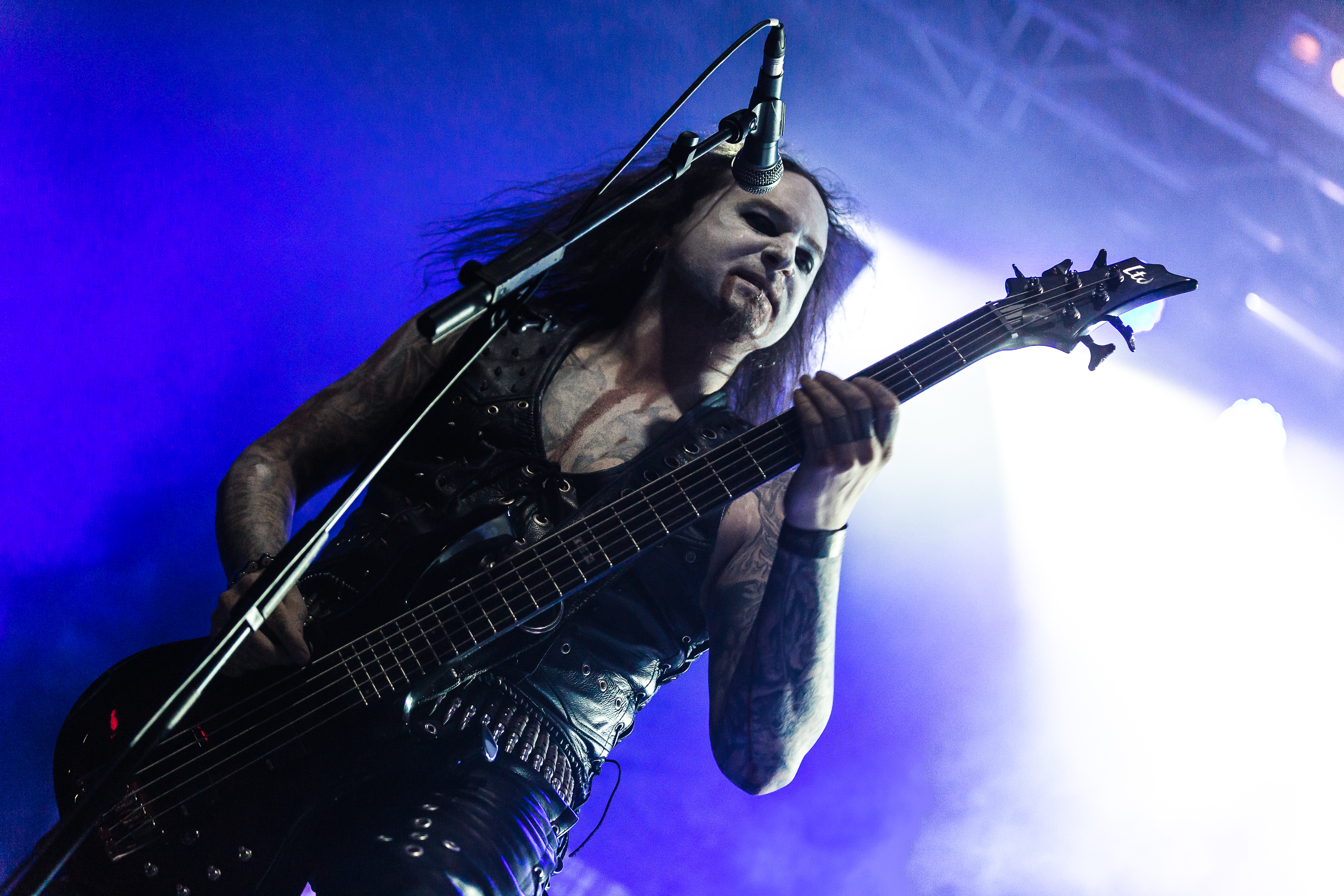
Serpenth, With Full Force 2018

Belphegor ist eine 1991 gegründete Death-Metal-Band aus Salzburg, Österreich. Die Band benannte sich nach dem Dämon Belphegor aus der jüdischen und mittelalterlichen Dämonologie.

## Geschichte
Die Band wurde 1991 unter dem Namen Betrayer gegründet und veröffentlichte die Demos Kruzifixion und Unborn Blood, wo sie sich stark am Death bzw. Thrash Metal orientierte. Da es schon mehrere Bands mit diesem Namen gab, wurde sie in Belphegor umbenannt. Ihr erstes Album The Last Supper brachte die Band bei Lethal Records heraus, die beiden Folgealben bei Last Episode; im Nachhinein bezeichnete die Band die Zusammenarbeit mit Last Episode als „scheiß Kapitel“ und warf dem Label mangelnde Unterstützung vor. Dieses wollte das Album Necrodaemon Terrorsathan nicht entsprechend den Wünschen der Band herausbringen; mit dem Cover, auf dem eine Frau mit einem Ziegenbock Geschlechtsverkehr praktiziert („In Österreich verhindert ein weißes Deckblatt mit unserem Logo den direkten Blick auf das Cover“), und der Veröffentlichung der Texte war das Label nicht einverstanden. Das Album stellt eine Fortsetzung des Vorgängers Blutsabbath dar, was auch durch die Regenfälle als Bindeglied zwischen den beiden Alben verdeutlicht werden sollte.
Nach Veröffentlichung des Live-Albums Infernal Live Orgasm auf dem eigenen Label Phallelujah Productions wechselte Belphegor zu Napalm Records. Wegen des Albums Lucifer incestus wurde ein Indizierungsverfahren eingeleitet, das jedoch vom achtköpfigen Gremium eingestellt wurde. Der Antrag auf Indizierung war laut metal.de vom „katholisch-bayrischen“ Jugendamt ausgegangen und wurde daher als vom Klerus ausgehend interpretiert. Inzwischen ist die Band bei Nuclear Blast unter Vertrag, der laut Helmuths Aussage ersten Plattenfirma, von der die Band gut behandelt worden sei; gegen Napalm Records wurden rechtliche Schritte eingeleitet.
Im Januar 2006 hatte Barth einen Unfall, bei dem seine rechte Hand verletzt wurde. Nach der Operation war unklar, ob er wieder als Bassist einsteigen könne. Bei Konzerten wurde er zeitweilig durch den deutschen Bassisten A.X. ersetzt. Die 2005 von Helmuth für den 1. Februar 2006 angekündigte Split-Single mit Abscess wurde nie veröffentlicht.
Im Frühjahr 2008 musste Gitarrist Sigurd aus Gesundheitsgründen pausieren; er wurde von Morluch ersetzt.
Die Aufnahmen des Nachfolgers von Bondage Goat Zombie begannen Anfang 2009 und wurden im Juni des Jahres beendet. Zwischendurch spielte die Band Konzerte ihrer Tour durch Skandinavien, die USA und Kanada.
Das nächste Album Walpurgis Rites – Hexenwahn wurde am 9. Oktober in Europa und am 20. Oktober in den USA über Nuclear Blast veröffentlicht; zum Titel Der Geistertreiber wurde ein Musikvideo gedreht, das auf der Digipak-Version des Albums zu finden ist.
Zwischen Juni und Oktober 2010 wurde das Album Blood Magick Necromance im Abyss Studio mit Peter Tägtgren aufgenommen. Das Album wurde europaweit am 14. Januar 2011 veröffentlicht.
Im Oktober 2011 gab die Band auf ihrer offiziellen Internetseite bekannt, dass sich Sänger und Gitarrist Helmuth einer „ernsthaften und schwierigen Operation“ unterziehen musste. Deswegen wurden alle geplanten Auftritte bis Mai 2012 abgesagt. Seit August 2012 spielt Belphegor wieder live.
Am 8. August 2014 erschien das Album Conjuring the Dead bei Nuclear Blast Europe.
Ein neues Album mit dem Titel Totenritual, wurde für September 2017 angekündigt. Das Albumbild wurde von Seth Siro Anton gemalt, der sich schon für das vorhergehende verantwortlich zeigte.

## Stil
Die Musik von Belphegor vermischt Black- und Death-Metal-Einflüsse mit unterschiedlicher Gewichtung je nach Album; Helmuth lehnt allerdings ab, seine Musik mit einer Stilbezeichnung zu versehen und überlässt dies anderen. Die Liedtexte behandeln Themen wie Gewalt und Blasphemie, Belphegor war jedoch nie eine satanistische Band, wie Helmuth betont; die Musiker seien stattdessen „Feinde des Kreuzes“; Barth bezeichnet Religion als „Werkzeug, um die Masse in Zaum zu halten“, „Opium fürs Volk“ und „Sklaventreiberei“, die von Belphegor verachtet werde, und fordert den Galgen für „Pfaffen und Moralapostel“. Zum Image äußerte Helmuth, dass es „nicht frauenfeindlich – vielleicht machomäßig“ sei und „Titten, Tod und Teufel zu BELPHEGOR gehören, wie das Amen in der Kirche“.

## Preise und Auszeichnungen
- Amadeus-Verleihung 2010 – Nominierung in der Sektion "Hard & Heavy",
- Amadeus-Verleihung 2018 – Nominierung in der Sektion "Hard & Heavy"
- Amadeus-Verleihung 2023 – Auszeichnung in der Kategorie Hard & Heavy[19]

## Diskografie

### Studioalben
- 1995: The Last Supper
- 1997: Blutsabbath
- 2000: Necrodaemon Terrorsathan
- 2003: Lucifer incestus
- 2005: Goatreich – Fleshcult
- 2006: Pestapokalypse VI
- 2008: Bondage Goat Zombie
- 2009: Walpurgis Rites – Hexenwahn
- 2011: Blood Magick Necromance
- 2014: Conjuring the Dead
- 2017: Totenritual
- 2022: The Devils

### Livealben
- 2002: Infernal Live Orgasm

### Weitere Veröffentlichungen
- 1991: Kruzifixion (Demo, als Betrayer)
- 1993: Bloodbath in Paradise (Demo)
- 1994: Obscure and Deep (Single)